# Infruset magnetfält
Infruset magnetfält är ett begrepp inom plasmafysik som beskriver hur plasmat och magnetfältet är kopplade till varandra. Begreppet infördes av Hannes Alfvén i samband med hans undersökningar av magnetohydrodynamiska vågor.

## Beskrivning

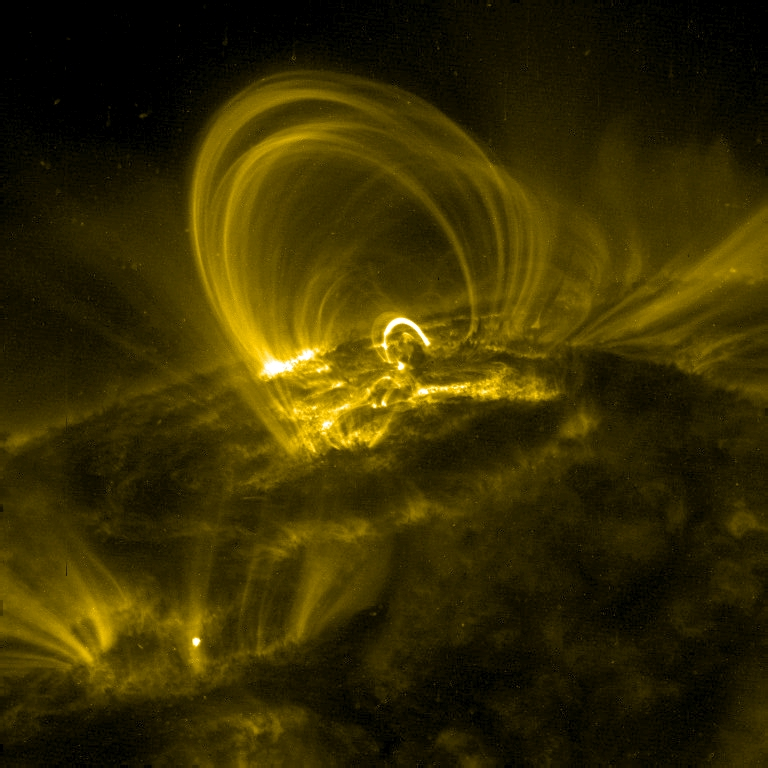
I denna UV-bild av solatmosfären ovanför en solfläck markerar ljusa områden plasma som är hetare än i omgivande mörka områden. Eftersom plasmat lätt strömmar längs magnetfältets riktning men har svårt att röra sig på tvärs mot detta så motsvarar de båg- och hårliknande strukturerna magnetfältets fältlinjer. Bild från NASA:s rymdsond TRACE.

En elektrisk laddning, till exempel en elektron, rör sig på ett speciellt sätt om den befinner sig i ett magnetiskt fält som inte ändrar sig i tiden eller rummet. På grund av Lorentzkraften kan den med lätthet röra sig i fältets riktning, men i riktningen vinkelrätt mot fältet blir dess rörelse cirkulär (så kallad gyrorörelse). Följden av detta är att laddningen rör sig i spiralrörelse runt en magnetisk fältlinje. Exakt gäller detta bara om magnetfältet är oförändrat i tid och rum, men med god noggrannhet är det sant också för tillräckligt långsamma förändringar. I praktiken innebär detta att konduktiviteten ska vara god och att magnetfältet inte får ändra sig mycket under en tid motsvarande en gyroperiod eller över ett avstånd motsvarande en gyroradie.
Tack vare detta går det att ge magnetiska fältlinjer en egen identitet och säga att en viss klump av plasmat är bundet till en viss fältlinje. Ett plasma är ju en samling av laddningar, som alla rör sig i spiralrörelse längs magnetfältet enligt ovan. Man säger att magnetfältet är infruset i plasmat, eller att plasmat är fruset till magnetfältlinjerna. Ordet "infruset" bör inte leda tanken till en statisk situation där inget ändrar sig, utan syftar bara på magnetfältets och plasmats relation till varandra.

## Tillämpbarhet

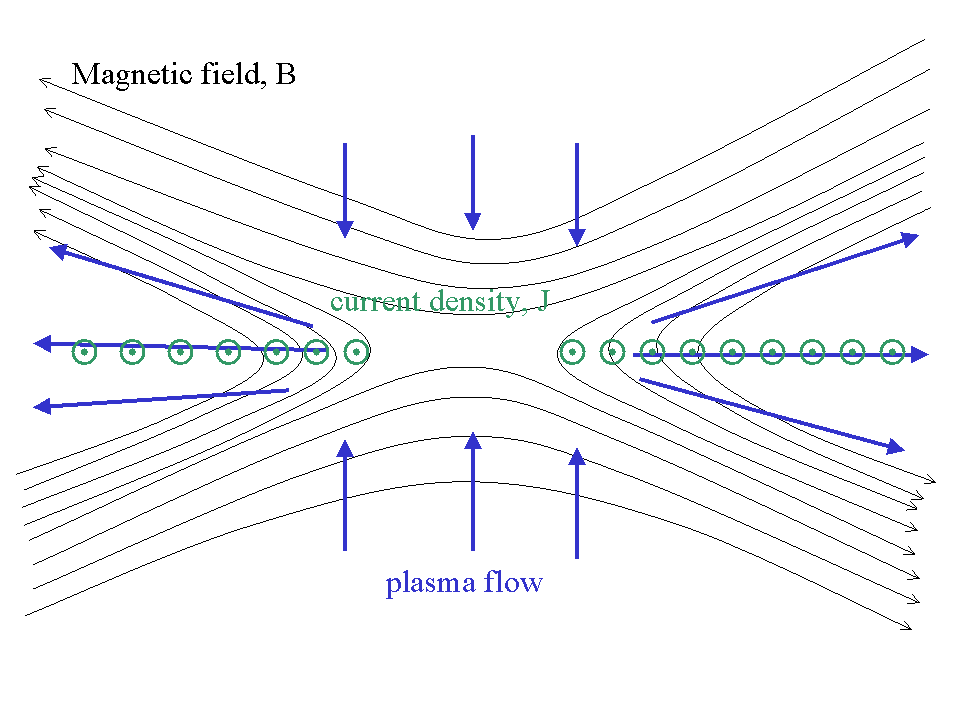
I denna principskiss över magnetisk rekonnektion är magnetfältet infruset i plasmat överallt utom i mitten av figuren, där magnetfältet ändrar sig mycket över en gyroradie och därmed inte är infruset. De blå bilarna visar hur plasmat rör sig och bär med sig de magnetiska fältlinjerna (svarta).

Som sades ovan är begreppet infrusna fältlinjer användbart bara om magnetfältet inte ändrar sig mycket under en tid motsvarande en gyroperiod eller över ett avstånd motsvarande en gyroradie. Likaledes kan kollisioner mellan partiklar göra att konduktiviteten avtar så att magnetfältet kan diffundera (glida) genom plasmat. Ett exempel på en process som bryter infrysningen är magnetisk rekonnektion.